# کریستال ریور (فلوریدا)
کریستال ریور (به انگلیسی: Crystal River) شهری در شهرستان سیتروس ایالت فلوریدا است که در سال ۱۹۰۳ بنیان‌گذاری شده‌است. این شهر طبق سرشماری سال ۲۰۱۰ میلادی، ۳٬۱۰۸ نفر جمعیت داشته و مساحت آن نیز ۱۶٫۳ کیلومتر مربع است.